# 北海道道238号更別幕別線
北海道道238号更別幕別線（ほっかいどうどう238ごう さらべつまくべつせん）は、北海道河西郡更別村と中川郡幕別町を結ぶ一般道道である。

## 概要

### 路線データ

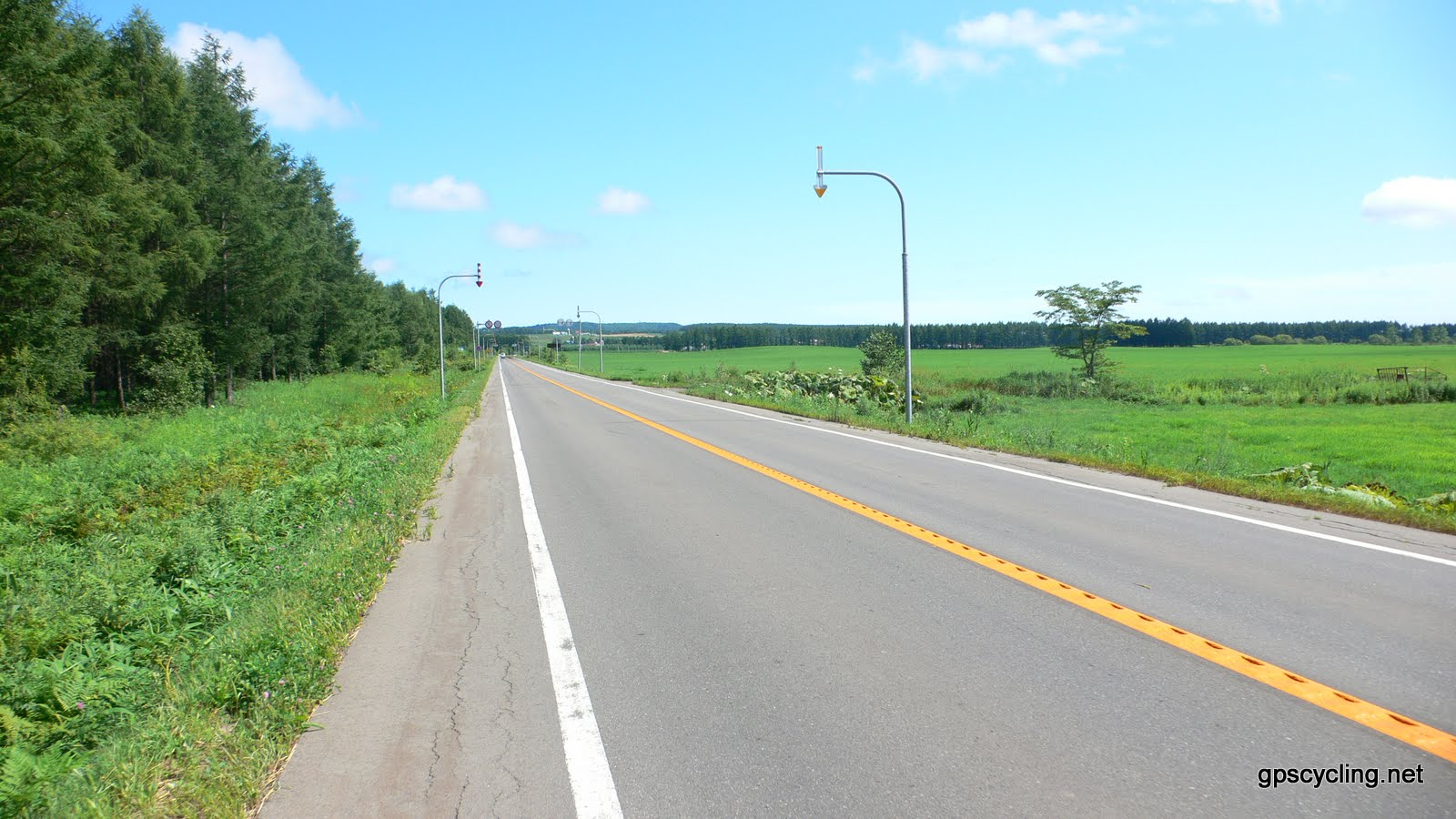
更別村付近（2006年8月）

- 起点：北海道河西郡更別村字上更別（国道236号交点）
- 終点：北海道中川郡幕別町札内共栄町（国道38号交点）
- 枝線起点：幕別町札内桂町（幕別町立札内中学校）
- 枝線終点：幕別町札内豊町（国道38号交点）
- 総延長：41.3km

### 重複区間
- 帯広市以平町（北海道道62号豊頃糠内芽室線）

## 歴史
- 1957年（昭和32年）3月30日 - 139号として路線認定[1]。
- 1994年（平成6年）10月1日 - 路線番号を238号に変更[2]。

## 地理

### 通過する自治体
- 十勝総合振興局
  - 河西郡更別村
  - 帯広市
  - 中川郡幕別町

### 主な接続道路
更別村
- 北海道道210号尾田豊頃停車場線 - 字更別
- 北海道道716号駒畠更別線 - 字更別

帯広市
- 北海道道62号豊頃糠内芽室線 - 以平町

幕別町
- 国道38号 - 札内共栄町（終点）
- 北海道道151号幕別帯広芽室線 - 札内みずほ町
- 北海道道962号愛国停車場古舞線 - 字古舞
- （枝線）
- 国道38号 - 札内豊町（枝線終点）
- 北海道道441号札内停車場線 - 札内中央町

### 主な橋梁
幕別町
- 六間橋（途別川）＝字途別

### 道の駅
更別村
- さらべつ

### 沿線にある施設など
更別村
- 十勝インターナショナルスピードウェイ - 弘和